# Detour (filme)
Detour é um filme estadunidense de 1945 dirigido por Edgar G. Ulmer, estrelado por Tom Neal e Ann Savage. Foi adaptado por Martin Goldsmith e Martin Mooney baseado em um romance homônimo de Goldsmith, de 1939, e lançado pela Producers Releasing Corporation (PRC), um dos chamados estúdios cinematográficos Poverty Row em Hollywood de meados do século XX. 
Em 1992, o filme foi selecionado para preservação pelo National Film Registry da Biblioteca do Congresso como sendo "culturalmente, historicamente, ou esteticamente significante".
Uma restauração 4K financiada pela Academia de Artes e Ciências Cinematográficas estreou em Los Angeles no Festival TCM em abril de 2018. Um lançamento em Blu-Ray é esperado em 2019.

## Sinopse
Um pianista deve viajar de uma ponta a outra dos Estados Unidos para visitar a namorada. Mas começa a ter problemas quando um homem, a quem deu carona, morre misteriosamente.

## Elenco
- Tom Neal ... Al Roberts
- Ann Savage ... Vera
- Claudia Drake ... Sue Harvey
- Edmund MacDonald ... Charles Haskell, Jr.
- Tim Ryan ... o proprietário do comensal de Nevada
- Esther Howard ... Holly, garçonete
- Don Brodie ... o vendedor de carros usados
- Pat Gleason ... Joe, motorista de caminhão